# Holomelina tenuicincta
Holomelina tenuicincta är en fjärilsart som beskrevs av George Francis Hampson 1901. Holomelina tenuicincta ingår i släktet Holomelina och familjen björnspinnare. Inga underarter finns listade i Catalogue of Life.